# Лекарев, Михаил Васильевич
Михаил Васильевич Лекарев (1869—?) — русский военачальник, генерал-майор.

## Биография
Родился 5 ноября 1869 года[по какому календарю?]. Казак станицы Аксайской Черкасского округа Области Войска Донского. Уроженец города Самара.
Образование получил в Симбирском кадетском корпусе.
В военную службу вступил 28 августа 1888 года. Затем окончил 2-е военное Константиновское училище (по 1-му разряду) и был выпущен в комплект Донских казачьих батарей. Хорунжий (ст. 10.08.1889).
В 1-й Донской казачьей батарее с 25.09.1890 по 18.10.1893. Сотник (ст. 10.08.1893). В 11-й Донской казачьей батарее с 18.10.1893 по 27.09.1897. В 5-й Донской казачьей батарее с 27 сентября 1897 года по октябрь 1902. Подъесаул (ст. 06.05.1900). Есаул (ст. 10.08.1901).
В 12-й Донской казачьей батарее с 1902 года по 9 октября 1909 года. Войсковой старшина (ст. 09.10.1909). Командир 10-й Донской казачьей батареи (09.10.1909-19.10.1911). Командир 3-й Донской казачьей батареи (19.10.1911-09.11.1915).
Участник Первой мировой войны. Полковник (пр. 23.12.1914; ст. 03.08.1914; за отличия в делах). Командир 3-го Донского казачьего артиллерийского дивизиона 10-й кавалерийской дивизии (09.11.1915-08.10.1916; по другим данным на 03.02.1915 уже находился в этой в должности). На 1 августа 1916 года находился в том же чине (ст. 03.08.1912) и должности. Генерал-майор (пр. 08.10.1916). Командующий тем же дивизионом с 08.10.1916 по 18.02.1917. Командир 45-й артиллерийской бригады с 18 февраля по 28 апреля 1917 года. Исполняющий должность инспектора артиллерии 27-го армейского корпуса с 28 апреля 1917 года.
Дальнейшая судьба неизвестна.

## Награды
- Награждён орденом Св. Георгия 4-й степени (3 февраля 1915 — за то, что в бою 17 авг. 1914 г. у дер. Недзелиска, находясь под сильным фронтальным и фланговым артиллерийским огнём противника, заставил замолчать неприятельские мортирную и легкую батареи, чем содействовал общему успеху наступления дивизии и взятию мортирной батареи) и Георгиевским оружием (9 марта 1915 — за то, что 8 авг. 1914 г., командуя батареей этого дивизиона, неоднократно прекращал огонь вдвое сильнейшей артиллерии противника, чем способствовал кавалерийской дивизии нанести полное поражение противнику).
- Также награждён орденами Св. Станислава 2-й степени (1909); Св. Анны 2-й степени (1913); Св. Владимира 4-й степени с мечами и бантом (1915); Св. Владимира 3-й степени с мечами (1915).